# 花畑町停留場
花畑町停留場（はなばたちょうていりゅうじょう）は、熊本県熊本市中央区花畑町にある熊本市交通局の電停。熊本市民会館の最寄であることから市民会館前の副名称がある。停留所番号は9。A系統・B系統が停車する。

## 歴史
- 1924年（大正13年）8月1日：公会堂前停留場として開業。
- 1928年（昭和3年）3月1日：移設、電話課前停留場と改称するも翌年に元の公会堂前停留場に再改称。
- 時期不明：お城前停留場に改称。
- 1961年（昭和36年）9月15日：熊本城市民会館前停留場に改称。
- 時期不明：熊本城前停留場に改称。
- 2011年（平成23年）3月1日：花畑町停留場に改称。
- 2024年（令和6年）12月31日：熊本城・市役所前停留場南側付近で脱線事故が発生。花畑町停留場を含む辛島町 - 水道町間が3日間不通となった[1]。
- 2025年（令和7年）
  - 1月15日：前日夜から熊本城・市役所前電停付近でレール幅を修正する緊急工事が行われたため、同月16日にかけて辛島町 - 水道町電停間が2日間不通となった[2]。
  - 3月25日：熊本城・市役所前停留場で発生した車両追突事故が発生。翌日にかけて辛島町 - 水道町電停間が不通となった[3]。
  - 6月1日：熊本城・市役所前停留場付近でレールの剥落が発見される。午後1時過ぎから辛島町 - 水道町電停間が不通となった[4]。

## 停留場構造

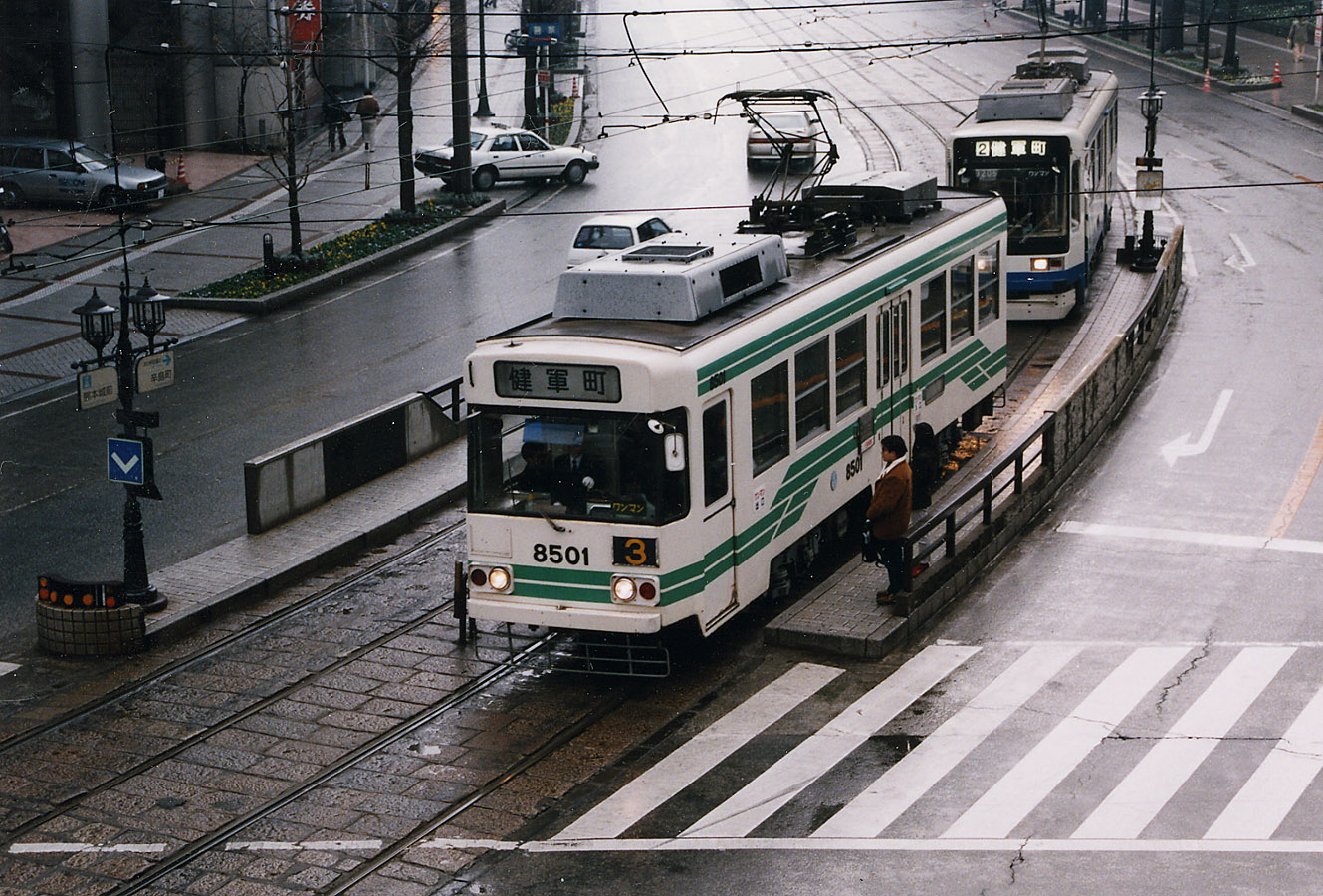
停留場を発着する列車（健軍町行きが続行）

相対式2面2線である。横断歩道を渡ってアクセスする。車椅子対応である。
| のりば                  | 路線           | 方向 | 行先                                       |
| ----------------------- | -------------- | ---- | ------------------------------------------ |
| 東側（銀座通り側）      | ■A系統         | 上り | 辛島町・河原町・熊本駅・田崎橋方面         |
| 東側（銀座通り側）      | ■B系統         | 上り | 辛島町・洗馬橋・本妙寺入口・上熊本方面     |
| 西側（NHK熊本放送局側） | ■A系統・■B系統 | 下り | 通町筋・新水前寺駅・水前寺公園・健軍町方面 |

## 利用状況
| 1日乗降人員推移 | 1日乗降人員推移 |
| 年度            | 1日平均人数     |
| --------------- | --------------- |
| 2011年          | 1,853           |
| 2012年          | 1,969           |
| 2013年          | 1,987           |
| 2014年          | 2,387           |
| 2015年          | 2,323           |

## 停留場周辺
駅東側は地方銀行の支店や飲食店などの雑居ビルが連なる銀座通りに接している。また、周辺は熊本市におけるビジネス・金融エリアの中心である。
- NHK熊本放送局（2017年6月5日、千葉城町から移転）
- 熊本城 - 熊本城・市役所前停留場より若干近い
  - 桜の馬場 城彩苑
- 熊本市民会館（市民会館シアーズホーム夢ホール）
- 熊本市国際交流会館
- 熊本県物産館
- 熊本中央警察署花畑交番
- 朝日新聞第一生命ビル
  - 朝日新聞熊本総局
  - 近畿日本ツーリスト熊本支店
  - アシアナ航空熊本支店
  - りそな銀行熊本支店
- みずほ銀行  熊本支店
- 福岡銀行 熊本営業部
- みずほ証券熊本支店
- 大和証券熊本支店
- 野村證券熊本支店
- 西日本シティ銀行 熊本営業部
- 南日本銀行 熊本営業部
- 熊本銀行 花畑支店
- 熊本第一信用金庫 本店
- 大熊本証券本社
- セカンドサイト（くまもとアートポリス推進賞受賞施設）
- 花畑公園（くまもとアートポリス参加プロジェクト）
  - 旧代継宮跡（現花畑公園）大クスノキ （熊本市指定天然記念物）
- 国立病院機構熊本医療センター
  - 国立病院機構熊本医療センター附属看護学校

## バス路線
熊本城前バス停（電停東側銀座通り）
- ○熊本都市バス - 桜町BT方面と南熊本駅方面を結ぶ路線（P0-0・P2-1系統）
- ●熊本バス - 御幸木部線（P2-2.3.4.5系統）

などが利用できる。
その他の路線は電停西側にある熊本桜町バスターミナルから多数利用できる。

## 隣の停留場
熊本市交通局
■A系統･■B系統（幹線）
辛島町電停 (8) - 花畑町電停 (9) - 熊本城・市役所前電停 (10)